# Little Jimmy Dickens
Little Jimmy Dickens, geboren als James Cecil Dickens (Bolt (West Virginia), 19 december 1920 – Nashville (Tennessee), 2 januari 2015), was een Amerikaans zanger.

## Carrière
Dickens werd Little Jimmy genoemd omwille van zijn geringe lengte (1,50 meter). Dickens zong al sinds de jaren 30. In 1948 sloot hij zich aan bij de Grand Ole Opry. In 1950 vormde hij de groep The Country Boys met onder meer Bob Moore. Zijn grootste solohit dateert van 1965. Met May the Bird of Paradise Fly Up Your Nose bereikte hij de vijftiende plaats in de Billboard Top 100.
Dickens overleed begin 2015 op 94-jarige leeftijd.
- Bibliothèque nationale de France: cb13944511z (data)
- Gemeinsame Normdatei: 135071100
- International Standard Name Identifier: 0000 0000 5553 7156
- Library of Congress Control Number: n93008940
- MusicBrainz: bd7589a3-f82f-4c3d-b7e2-e57e89552da1
- SNAC: w6gj3mp7
- Virtual International Authority File: 65676206